# 井原奉明
井原 奉明（いはら ともあき、1964年12月18日 - ）は、日本の言語学者。昭和女子大学大学院文学研究科文学言語学専攻教授。昭和女子大学博士（文学）。
言語学、英語学、哲学。